# Carlos Emirio Gutiérrez Jerez
Carlos Emirio Gutiérrez Jerez (Bucaramanga, 3 de novembre de 1961) va ser un ciclista colombià que fou professional entre 1985 i 1990. De la seva carrera destaca una victòria d'etapa a la Volta a Espanya de 1987.

## Palmarès
- 1980
  - Vencedor d'una etapa a la Volta a Colòmbia sub-23
- 1983
  - Vencedor d'una etapa a la Volta a Colòmbia
- 1984
  - 1r al Tour de Martinica
- 1987
  - Vencedor d'una etapa de la Volta a Espanya

### Resultats a la Volta a Espanya
- 1986. 17è de la classificació general
- 1987. 39è de la classificació general. Vencedor d'una etapa